# 张旭光
张旭光（1962年7月—），山西省平陆县人，毕业于北京师范大学、中国人民大学，原中国共产党吕梁市委员会常务委员、中国共产党孝义市委员会书记。2019年12月因严重违纪违法留党察看一年、降职三级调研员。

## 生平
1962年7月，张旭光出生在山西省平陆县。
1980年9月考入北京师范大学，1984年7月毕业后分配至山西大学人事处任干事，1985年6月任历史系教师。1987年9月考上中国人民大学中共党史系硕士研究生，1990年7月毕业之后出任中国共产党山西省委员会办公厅综合处副主任科员，1992年12月升主任科员，1996年9月任综合处副处长。
1998年6月调任中国共产党离石市委员会副书记。
2001年2月调任中国共产党孝义市委员会副书记、孝义市人民政府市长。2009年12月晋升中国共产党孝义市委员会书记。2013年6月兼任中国共产党吕梁市委员会常务委员。

### 落马
2019年12月张旭光因“严重违纪违法问题”接受立案审查调查，有违规送礼以换取职务晋升、违规安排事业编制人员、违规从事商业活动等不法行为。中国共产党中央纪律检查委员会处分他留党察看一年，降职三级调研员，收缴违法所得财物。
张旭光的下属郭保平（孝义市市长）2018年3月遭到“双开”，他的接任者马文革（孝义市委书记）在2018年5月18日接受调查，8月15日遭到“双开”。